# Taťána Valová
Taťána Valová (* 7. března 1944) je bývalá česká silniční motocyklová závodnice. Jako jediná žena bodovala v závodech mistrovství Československa silničních motocyklů.

## Závodní kariéra
V místrovství Československa startovala v letech 1970–1974 ve třídě do 50 cm³ na motocyklu Ahra. V celkové klasifikaci skončil nejlépe na 7. místě v letech 1971 a 1973, nejlepší výsledek v jednotlivém závodu mistrovství Československa dosáhla 5. místem v Novém Mestě nad Váhom v roce 1972 a stejného umístění dosáhla v roce 1973 v Ústí nad Labem.

## Umístění
- Mistrovství Československa silničních motocyklů
  - 1970 do 50 cm³ – 12. místo
  - 1971 do 50 cm³ – 7. místo
  - 1972 do 50 cm³ – 12. místo
  - 1973 do 50 cm³ – 9. místo
  - 1974 do 50 cm³ – 15. místo